# Přehrada Hadíta
Přehrada Hadíta (arabsky سد حديثة‎), známá také jako Přehrada Kadísíja, je přehrada na severozápadě Iráku. Přehrada slouží jak pro výrobu elektrické energie pro Irák, tak i pro regulaci toku řeky Eufratu pro potřeby zavlažování. Po Mosulské přehradě je druhou největší.

## Popis
Přehradu tvoří sypaná hráz o délce 9 km a výšce 57 km. Umístěna byla v oblasti, kde se údolí řeky Eufratu poněkud zužuje a kde tvoří hlavní část s šírkou 350 metrů a vedlejší o délce 50 metrů. Do druhé uvedené byla umístěna elektrárna a v první se nachází sypaná hráz. Název má podle nejbližšího města po proudu. Okolí přehrady tvoří víceméně poušť a je velmi řídce osídlené.
V elektrárně se nachází celkem šest kaplanových turbín o výkonu 660 MW. 
Vodní nádrž zadržuje 8,3 km3 Plocha jezera činí 415 km3

## Historie
Projekt přehrady na řece v tomto místě byl zvažován již na konci 60. let 20. století. Výstavba byla zahájena v roce 1977, v období prudkého ekonomického růstu Iráku, kdy díky příjmům z ropy bylo možné v zemi realizovat velké množství rozsáhlých infrastrukturních projektů. 

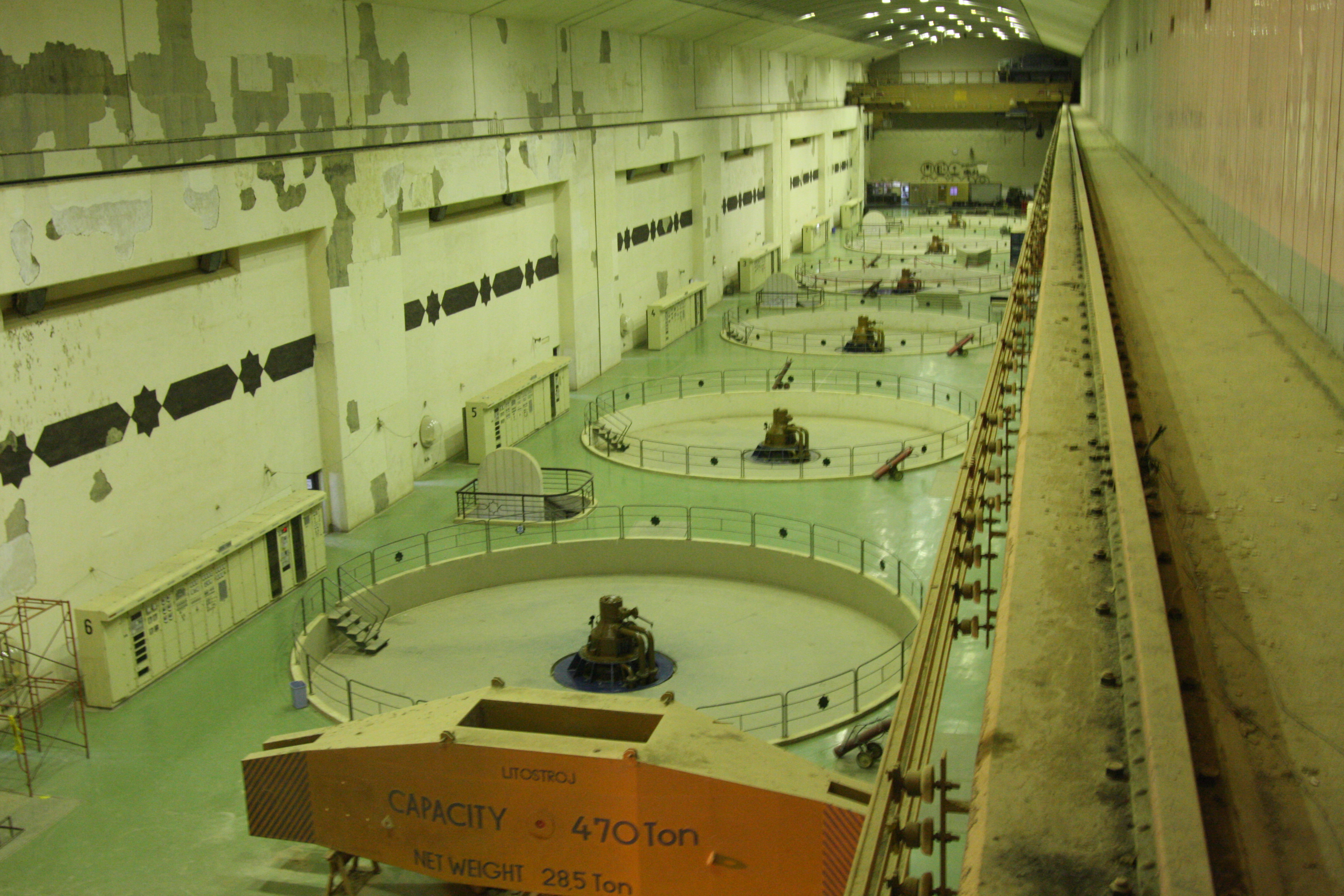
Uvnitř elektrárny

Na přehradě se podílel Sovětský svaz, jehož ministerstvo energetiky připravilo projekt samotné elektrárny a sypané hráze. Stavební práce potom provedly různé jugoslávské  firmy, jako např. sarajevská společnost Hidrogradnja nebo bělehradský Energoprojekt. Turbíny dodala lublaňská společnost Litostroj a další zařízení potom chorvatský podnik Končar. Přehrada s elektrárnou byly budovány dlouhých deset let, až do roku 1987. Předpokládá se, že celkové náklady na stavbu dosáhly 830 milionů USD.
Napuštěním nádrže byly zaplaveny některé starověké archeologické lokality, konkrétně Usíja a Anah. Japonská archeologická expedice prozkoumala tyto lokality v letech 1982 a 1983, tedy před napuštěním nádrže.
Během války v Iráku v roce 2003 přehradu obsadila americká armáda s cílem, aby zabránila jejímu zničení během konfliktu. Po skončení hlavních bojových operací zde byly umístěny jednotky amerických mariňáků a dále jednotky z Ázerbájdžánu. V roce 2004 byla provedena renovace turbín elektrárny s cílem dosáhnout maximální kapacity. Rovněž bylo vybudováno nové elektrické vedení do Bagdádu v délce 223 km.
Obnovu elektrárny realizovala chorvatská společnost Končar v 3. dekádě 21. století. Dlouhodobě vyjednávaná zakázka byla zastavena kvůli útokům organizace ISIL v oblasti o řadu let dříve.